# Puerta Blanca (métro léger de Malaga)
Puerta Blanca est une station de la ligne 2 du métro léger de Malaga.

## Situation sur le réseau
La station est située entre le terminus sud de Palacio de los Deportes et La Luz-La Paz.
Elle est établie dans le district Carretera de Cádiz

## Histoire
La station ouvre au public le 30 juillet 2014, à l'occasion de l'inauguration du réseau du métro léger.

## Services aux voyageurs

### Accès et accueil
La station possède deux accès, chacun via un édicule équipé d'escaliers mécaniques et jouxté par un ascenseur :
- 100, avenue de Velázquez
- 103, avenue de Velázquez.